# Andrés Manuel López Obrador
Andrés Manuel López Obrador (phát âm tiếng Tây Ban Nha: [anˌdɾes maˈnwel ˈlopes oβɾaˈðoɾ] ⓘ; sinh ngày 13 tháng 11 năm 1953), thường được viết tắt là AMLO, là một chính trị gia và là Tổng thống thứ 58 của México từ năm 2018 đến năm 2024.

## Sự nghiệp chính trị

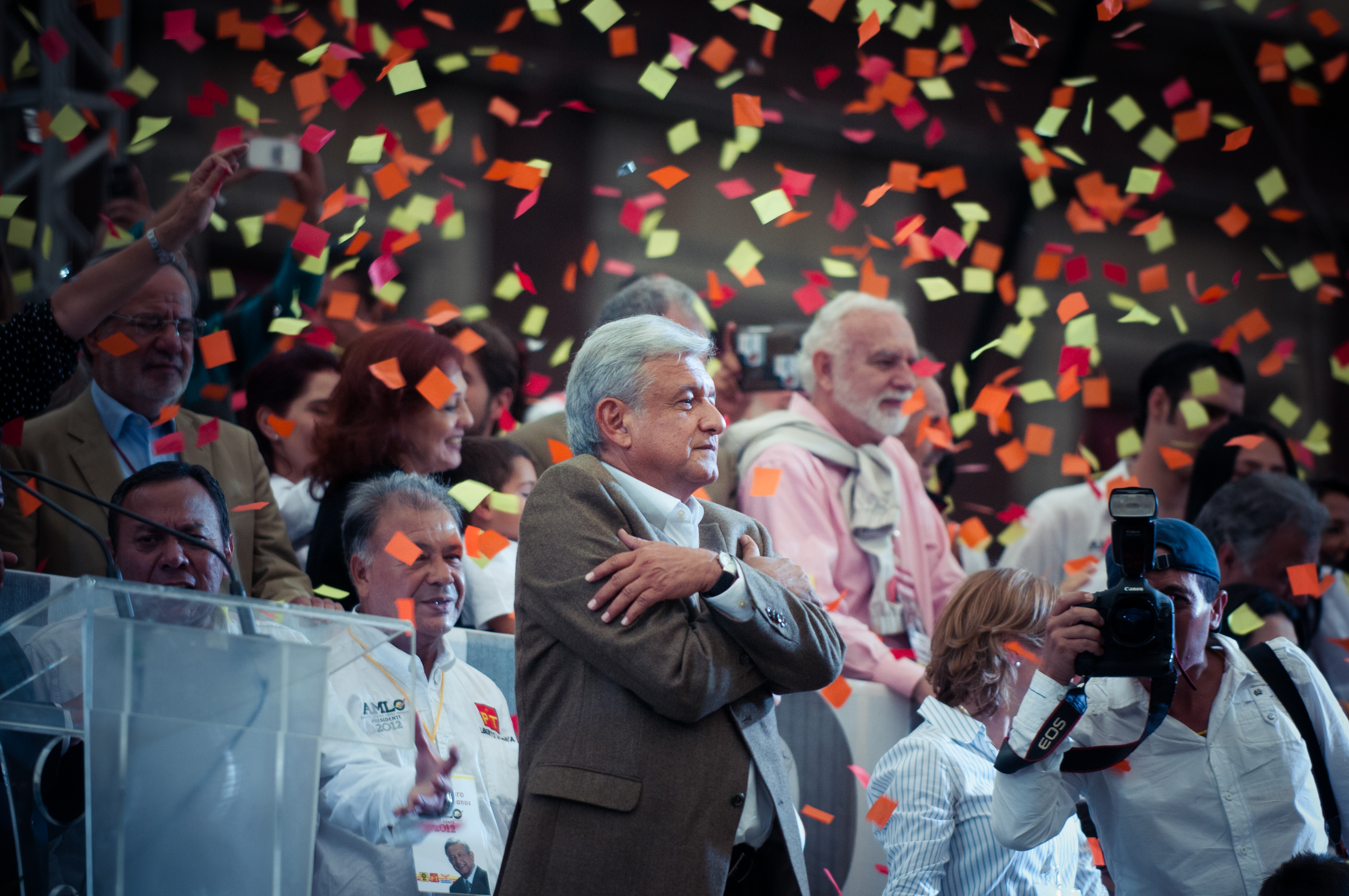
Các phương tiện truyền thông ủng hộ chính trị gia này cho biết đã có hơn một triệu người tham dự Lễ bế mạc Chiến dịch của AMLO, cùng với gia đình, nội các của ông và Mancera, tuy nhiên, dù đã thuê dịch vụ ăn uống cho các cộng đồng bị gạt ra ngoài lề xã hội nhưng không rõ có bao nhiêu người.

Năm 1976, ông bắt đầu sự nghiệp chính trị trong tư cách đảng viên Đảng Cách mạng Thể chế tại Tabasco, thăng đến vị trí lãnh đạo Đảng của bang. Năm 1989, ông gia nhập Đảng Cách mạng Dân chủ, trở thành ửng cử viên của Đảng trong cuộc tranh cử Thủ hiến bang Tabasco năm 1994. Ông là lãnh đạo cấp quốc gia của PRD trong giai đoạn 1996 - 1999. Năm 2000, ông được bầu làm thị trưởng Thành phố México. Vẫn thường được mô tả là người theo chủ nghĩa dân túy và chủ nghĩa dân tộc, López Obrador đã tham gia chính trường cấp quốc gia hơn hai thập kỷ.
López Obrador từ chức thị trưởng Thành phố México hồi tháng 7 năm 2005 để tham gia tranh cử tổng thống México cho kỳ tổng tuyển cử năm 2006, đại diện cho Liên minh Tốt cho Tất cả. Liên minh Tốt cho Tất cả do Đảng Cách mạng Dân chủ cẩm đầu, kết hợp với Đảng Phong trào Công dân và Đảng Lao động. Ông nhận được 35,31% tổng phiếu bầu, kém đối thủ về nhất 0.58%. López Obrador sau đó cáo buộc kết quả bầu cử bị gian lận và từ chối thừa nhận thất bại, hệ quả là các cuộc biểu tình chiếm đóng đại lộ Paseo de la Reforma và quảng trường Zócalo diễn ra suốt mấy tháng liền.
López Obrador tiếp tục tranh cử tổng thống México trong kỳ tổng tuyển cử năm 2012 và lại tiếp tục đại diện cho liên minh PRD, Đảng Lao động và Phong trào Công dân. Lần này ông lại về nhì với 31.59% số phiếu. Ra khỏi Đảng Cách mạng Dân chủ vào năm 2012, ông thành lập Phong trào Tái thiết Quốc gia (Morena) vào năm 2014, lãnh đạo Đảng này cho đến năm 2018.

## Bầu cử tổng thống 2018
Năm 2018, López Obrador lại ứng cử tổng thống, là ứng cử viên đại diện cho "Cùng nhau ta làm nên lịch sử" (tiếng Tây Ban Nha: Juntos Haremos Historia], liên minh giữa Đảng Lao động cánh tả, Đảng Hội ngộ Xã hội cánh hữu, và Morena. Ông đề xướng nâng cao ngân khoản cho các khoản hỗ trợ sinh viên và người cao tuổi, ân xá một số tội phạm chiến tranh ma túy, tiến hành phổ cập trung cấp ở các trường công, hủy bỏ đề án Sân bay quốc tế mới Thành phố Mexico đang được triển khai thi công, tổ chức trưng cầu dân ý về việc chấm dứt độc quyền của hãng Pemex để cải tổ ngành công nghiệp dầu khí, khuyến khích khu vực nông nghiệp của quốc gia, trì hoãn việc tái thương lượng NAFTA cho đến sau kỳ bầu cử, cho xây thêm nhà máy lọc dầu, tăng chi cho phúc lợi xã hội, cắt giảm lương cho giới chính trị gia để ngăn việc vay nợ hoặc tăng thuế và tản quyền nội các bằng cách điều quốc vụ khanh từ thủ đô xuống các bang. Kết quả bầu cử cho thấy López Obrador là ứng cử viên dẫn đầu hầu như suốt chiến dịch.
López Obrador thắng cuộc bầu cử vào ngày 1 tháng 7 năm 2018 với 53,1% số phiếu. Về kết quả tại các tiểu bang, López Obrador chiếm đa số tại 31 trong tổng số 32 bang của nước này, thắng nhiều bang nhất kể từ khi Ernesto Zedillo giành được đa số tại mọi bang trong cuộc bầu cử năm 1994. Đây là đầu tiên kể từ cuộc bầu cử tổng thống 1988 mà một ứng cử viên chiếm được đa số tuyệt đối.